# Berło kórnickie
Berło kórnickie – berło wykonane z kości słoniowej i ciosu narwala. Przechowywane na zamku w Kórniku.
Tradycja wiąże berło z osobą króla Stanisława Leszczyńskiego, gdyż widnieje na nim herb i popiersie tego monarchy. W rzeczywistości jest jednak ono XIX-wiecznym falsyfikatem wykonanym ok. 1856 roku dla Tytusa Działyńskiego.
Berło kórnickie stanowi jeden z najcenniejszych eksponatów kolekcji kórnickiej. Przechowywane jest w Sali Mauretańskiej na Zamku w Kórniku.

## Literatura
- Michał Rożek. Polskie koronacje i korony. Kraków 1987. ISBN 83-03-01914-7